# Хаузханское водохранилище
Хаузханское водохранилище — водохранилище на границе Марыйского и Ахалского велаятов на юго-востоке Туркменистана. Ёмкость — 875 млн м³. Длина 32 км. Площадь поверхности — 210 км².

## География и гидрология
Рядом с водохранилищем проходит трасса М37. На северо-восточном берегу находится населённый пункт Ханховуз, неподалёку расположен город Теджен. Построено на отрезке второй очереди Каракумского канала (Мары — Теджен, строительство которой завершено в 1960) для регулирования стока реки Теджен. Играет важную роль для сельского хозяйства. Его водами орошается до 100 тысяч га земли. Минерализация вод в 1987 году составляла 0,6 — 1 г/литр.

## Перспективы развития
В 2007 году начались работы по наращиванию высоты главной плотины Хаузханского водохранилища, что позволит вдвое увеличить ёмкость Хаузханского водохранилища — до 1,5 млрд м³.

## Фауна
В водохранилище обитает 32 вида рыб, в том числе, белый амур и толстолобик, лещ, сазан, плотва, судак, аральский усач, чехонь. Здесь зимуют утки и лысухи, черноголовый хохотун.

## Этимология названия
Названо в честь основателя империи Хунну и её правителя (шаньюй) с 209 по 174 гг. до н. э. Огузхана.